# 매안초등학교
매안초등학교는 대한민국 전라남도 순천시에 있는 공립 초등학교이다.

## 학교 연혁
- 2010. 06. 25 가칭 좌야초등학교 설립 인가
- 2013. 03. 01 초대 정영배 교장 부임
- 2013. 03. 01 매안초등학교 개교(13학급 346명), 병설유치원 개원(2학급 43명)
- 2013. 06. 05 도서관 및 돌봄교실 개관, 개교식
- 2014. 02. 19 매안초등학교 1회 졸업식(103명)
- 2014. 03. 01 초등 44학급 편성(1259명), 유치원 3학급(66명)
- 2014. 09. 01 초등 48학급 편성(1535명)
- 2015. 03. 01 제2대 윤남순 교장 부임
- 2015. 03. 02 초등 45학급 편성(1327명), 유치원 3학급(64명)
- 2016. 04. 01 초등 46학급 편성(1360명), 유치원 3학급(66명)
- 2016. 09. 01 제3대 주재경 교장 부임
- 2017. 03. 02 초등 46학급 편성(1386명), 유치원 3학급(60명)
- 2018. 03. 02 초등 46학급 편성(1360명), 유치원 3학급(53명)
- 2019. 09. 01 제4대 박종오 교장 부임
- 2020. 03. 02 초등 46학급 편성(1263명), 유치원 3학급(58명)
- 2021. 03. 02 초등 44학급 편성(1150명), 유치원 3학급(58명)
- 2022. 03. 02 초등 45학급 편성(1155명), 유치원 3학급(58명)
- 2022. 09. 01 제5대 홍현숙 교장 부임

## 참고 자료
- 매안초등학교 - 한국교육학술정보원 학교알리미